# Vas de Portland

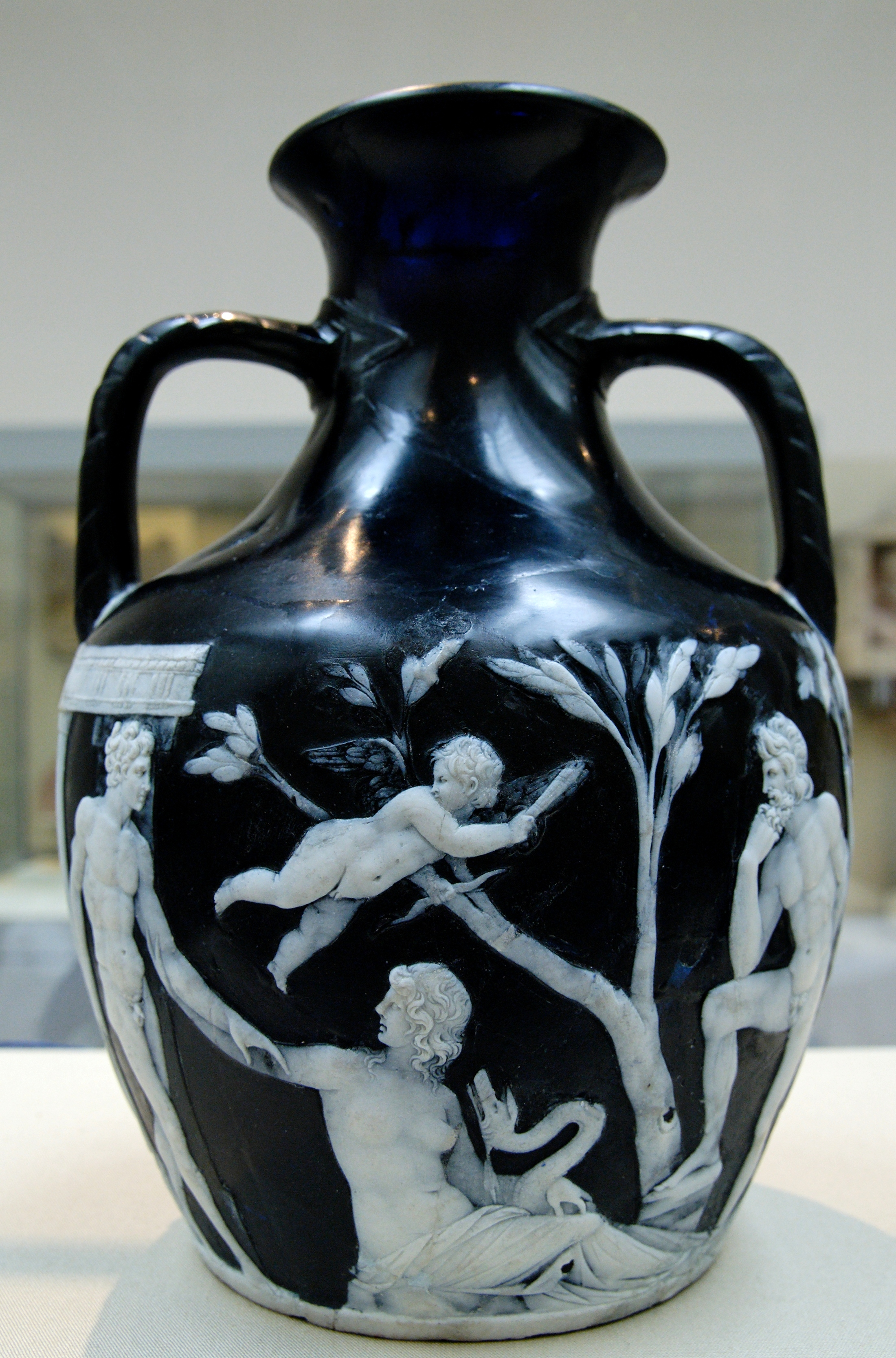
Vas de Portland, primera escena.

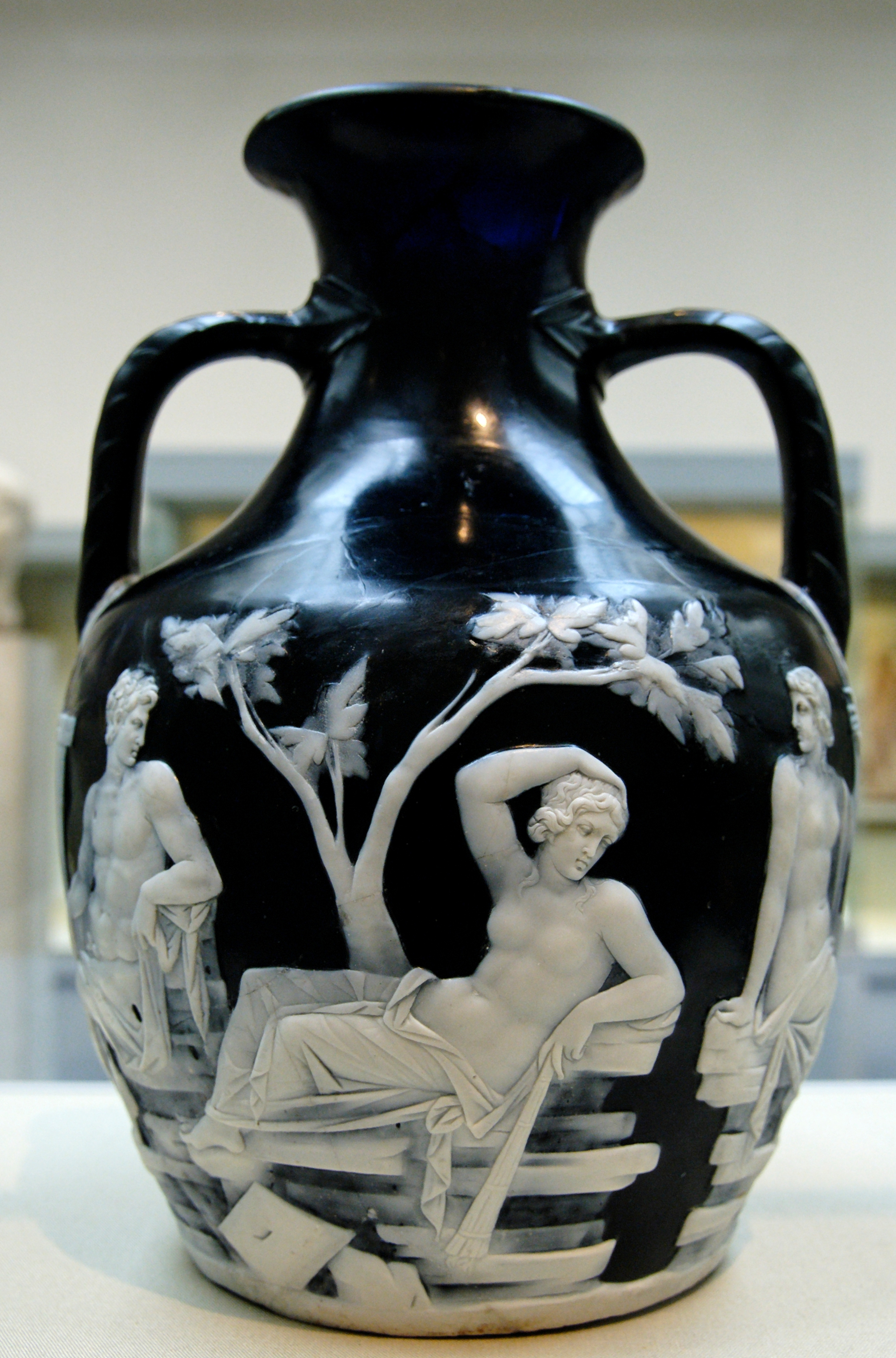
Vas de Portland, segona escena.

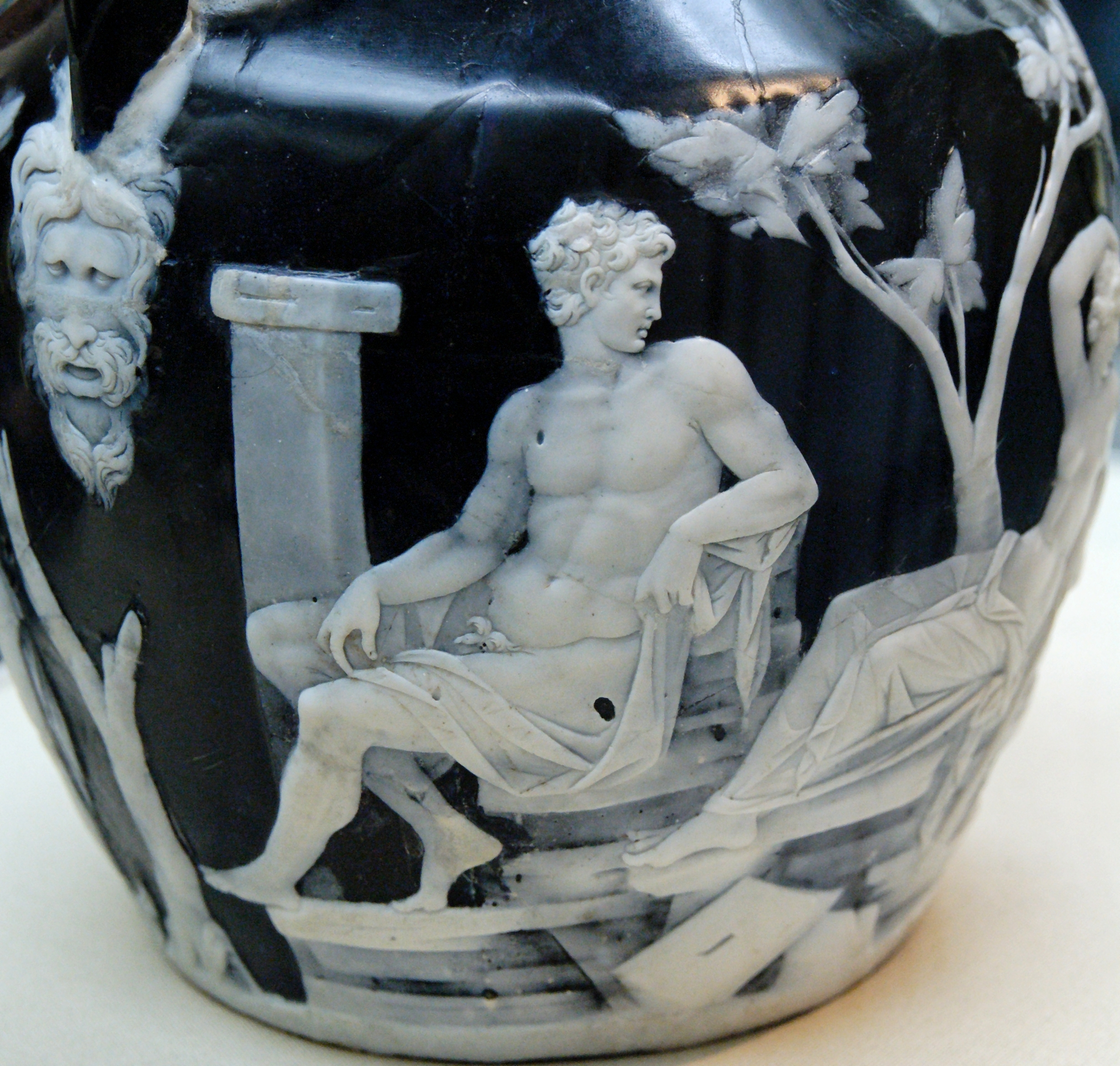
Detall de Paris a la segona escena.

El Vas de Portland és un recipient romà en forma de gerro construït a inicis del segle i, que ha servit d'inspiració per a molts fabricants de vidre i porcellana des dels inicis del segle xviii en endavant. Aquesta obra es troba exposada al Museu Britànic des de 1945. Fa aproximadament 25 centímetres d'alt i 17,7 de diàmetre. Es va realitzar en vidre blau violaci amb un camafeu de vidre blanc que envolta tot el vas i que representa escenes amb personatges humans i déus.

## Interpretacions
La interpretació de les representacions que presenta el recipient és motiu de debat i discussió. Es considera que les dues escenes de què consta poden representar passatges mitològics o un fet històric distorsionat, és a dir, mesclat amb elements mitològics.

### Primera escena
A la primera escena, un jove -que podria identificar-se amb l'emperador August) es mou cap a la dreta, una dona -Àcia, situada cap al centre, asseguda sobre una roca, subjectant una serp- li pren el braç. Cupido sosté una torxa i sobrevola per damunt de tots dos. A la dreta hi ha un home amb barba -Neptú- amb el peu dret descansant sobre una roca, i el mentó recolzat a la mà. Aquesta escena podria representar l'èxit d'August a la batalla d'Àccium l'any 31 aC., ja que l'emperador va considerar la seva victòria una obra d'aquest déu.

### Segona escena
A la segona escena, a l'esquerra, un home segurament Paris està assegut sobre un munt de pedres enmig del que podrien ser les ruïnes de Troia. En el centre es troba reclinada una dona amb una torxa -es presumeix que es tractaria d'Hècuba, esposa del rei Príam rei de Troia, que a la mitologia havia somniat, abans de donar a llum Paris, que pariria una torxa encesa i que el seu foc destruiria una ciutat-. A l'extrem dret, sostenint un ceptre, es troba la deessa Venus, que segons el mite promet a Paris la dona més bonica del món, Helena, si ell la declarava vencedora al mític concurs de bellesa en el qual competia amb Juno i Minerva.

### Conclusió
A partir d'aquestes interpretacions pot entendre's que la primera escena representa el naixement d'August, la batalla d'Àccium i el renaixement de Roma, mentre que la segona escena representa el naixement de Paris, la guerra de Troia i la destrucció d'aquesta ciutat. En un cert punt la iconografia del Vas de Pòrtland seria un reflex de la ideologia propagada per l'obra de Virgili (Eneida) que els romans eren descendents d'un heroi troià Enees, que va escapar de la destrucció de la ciutat i es va establir a Itàlia, on els seus descendents van fundar Roma. Així es pot entendre que les escenes del vas volen representar que sense la destrucció de Troia, el sorgiment de Roma i molt menys el regnat d'August, no s'hauria produït.

## Història

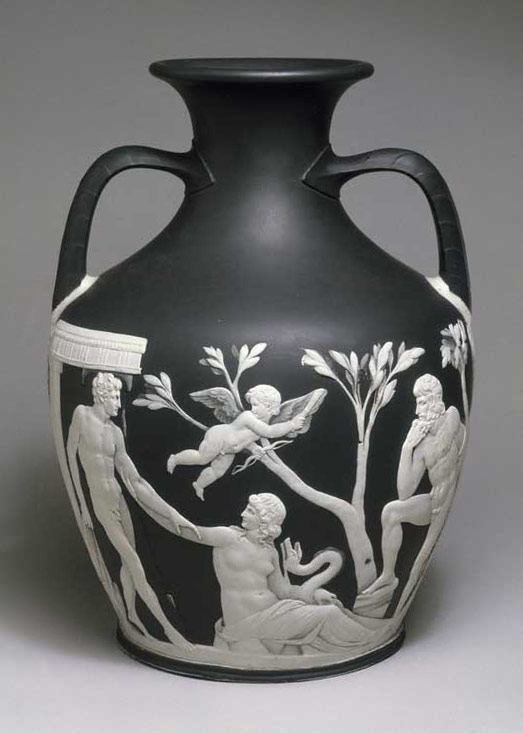
Rèplica efectuada per Josiah Wedgwood (1790) al Victoria and Albert Museum.

Segons la llegenda, el vas es va descobrir en el sepulcre de l'emperador Alexandre Sever a la vora de Roma, en algun moment proper a 1582, encara que la primera referència documental històrica sobre el recipient és de 1601 on cita en una carta entre Fabri de Peiresc i el pintor Peter Paul Rubens, quan es trobava a Itàlia i era propietat de la col·lecció del cardenal Francesco Maria del Monte, després de la defunció del cardenal va passar a pertànyer a la família Barberini durant prop de dos-cents anys, va ser adquirida per William Douglas Hamilton i portada a Anglaterra. Va acabar estant propietat de William Cavendish-Bentick, tercer duc de Portland, en aquell moment Primer Ministre britànic. Després del préstec al seu amic el ceramista Josiah Wedgwood, es va lliurar l'obra com a dipòsit al Museu Britànic el 1810. D'aquí ve el nom de «Vas de Portland». Sent adquirida finalment el 1945 pel museu al setè duc de Portland.
A la part inferior hi havia un disc de vidre amb camafeu, també en blau i blanc, que mostrava un cap, presumiblement de Paris o Príam amb referència al barret frigi que portava al cap. Aquest medalló és clar que no pertanyia al vas d'origen, pel que van ser exhibits separadament des de 1845. Va poder haver estat afegit per reparar un trencament en l'antiguitat o després, amb el resultat d'una conversió d'una forma original d'àmfora, a l'actual vas amb base plana, en unir-se aquest disc a la part inferior, segurament l'any 1826.
El 7 de febrer de 1845, el vas es va trencar a miques després que William Lloyd, en estat d'embriaguesa, tirés a terra una escultura propera que, en caure, va trencar la vitrina que contenia el recipient i el propi vas. Va ser condemnat a pagar una multa o a passar dos mesos a la presó.

### Còpies
Josiah Wedgwood el 1790 va produir una rèplica perfecta en ceràmica del Vas de Portland que va exhibir en esdeveniments privats a l'abril i maig del mateix any, en l'actualitat es troba al Victoria and Albert Museum. S'han realitzat unes còpies del V&A, que es troben, entre d'altres, en el Museu Fitzwilliam, l'Indianapolis Museum of Art, el Birmingham Museum of Art d'Alabama, i el Departament de Prehistòria i Europa del Museu Britànic.